# Rebot
Le rebot est une spécialité du jeu de pelote basque.

## Règles du jeu
Comme à longue paume, le rebot se joue en plein air sur un fronton en place libre, plat d’environ 100 m de long et de 17 à 20 m de large. À une extrémité de l’aire de jeu se trouve le fronton, et parfois un petit mur peut se hisser à l’autre extrémité pour délimiter le terrain. Le sol est souvent en terre battue, seule la partie devant le fronton est cimentée ou goudronnée afin de permettre un bon rebond de la pelote. Il oppose deux équipes de cinq joueurs qui se font face de part et d’autre d’une ligne tracée à 35 m du mur de rebot (fronton), délimitant ainsi deux camps inégaux. Au cours de la partie, comme dans tous les jeux de gagne-terrain, on applique le système de chasses, qui permet de changer de camp. 
Enfin, un butoir est également placé sur l’aire de jeu, il s’agit d’un plan incliné sur trépied. Il se situe sur la ligne de paso, à 32 mètres, orienté vers le fronton. Entre le fronton et la ligne se tiennent les défenseurs. Au-delà de la ligne, les attaquants prennent place dans le grand espace, limité parfois par un mur de fond. Les joueurs équipés d'un petit chistera (de joko garbi) ou d’un gant de cuir (de pasaka) doivent empêcher les adversaires de rattraper la pelote ou de la renvoyer dans les limites du terrain pour marquer des points. La partie se joue en 13 jeux et le décompte des points (15, 30, 40 et jeu) est issu du jeu de paume, proche de celui du tennis. L'engagement se fait au centre du terrain de jeu par le rebond de la pelote sur un guéridon en bois à 3 pieds, suivi d'une service à main nue.
Le jeu de rebot est inscrit à l'Inventaire du patrimoine culturel immatériel en France.

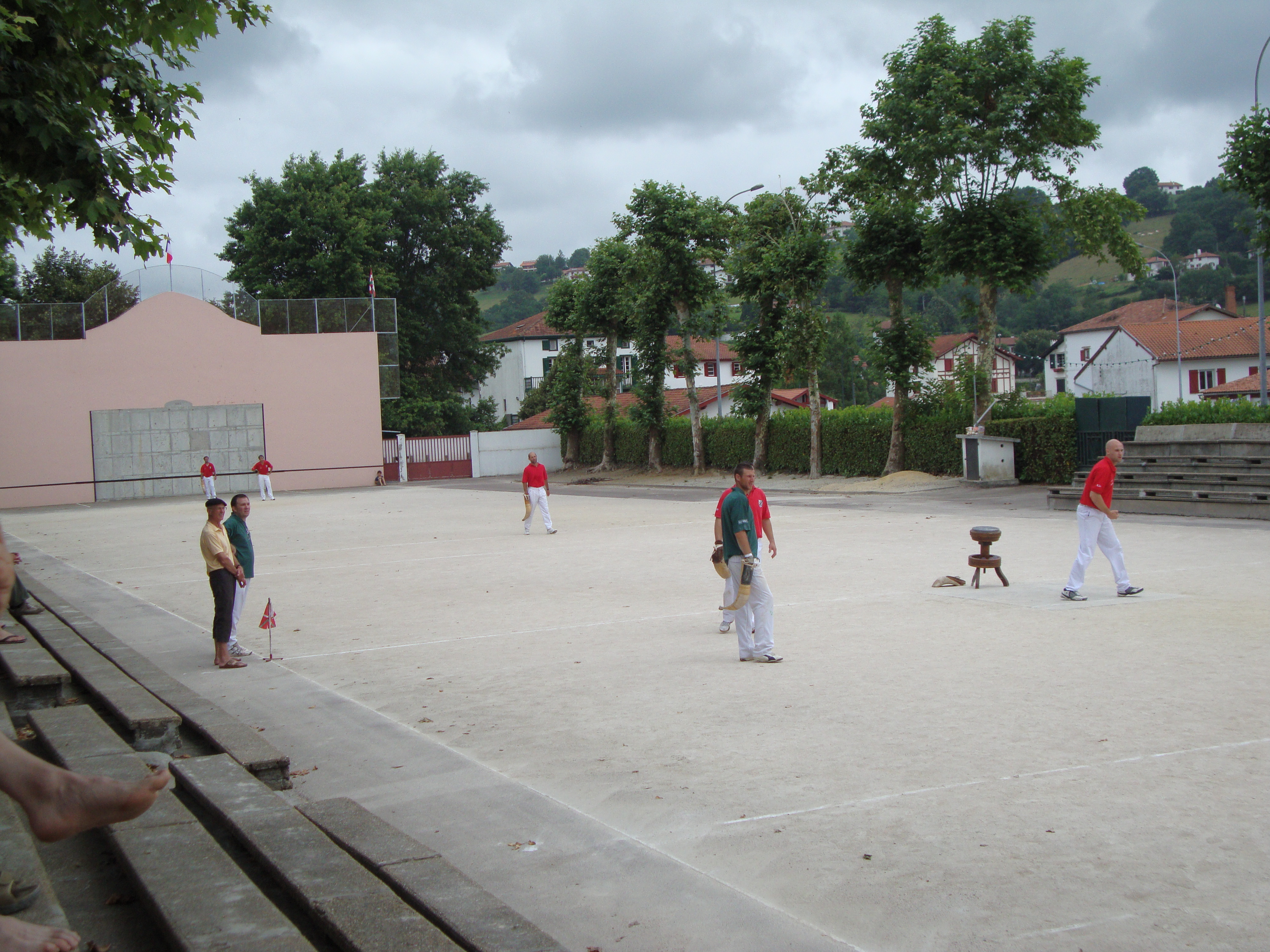
Rebot, le mur du fond et le grand espace.
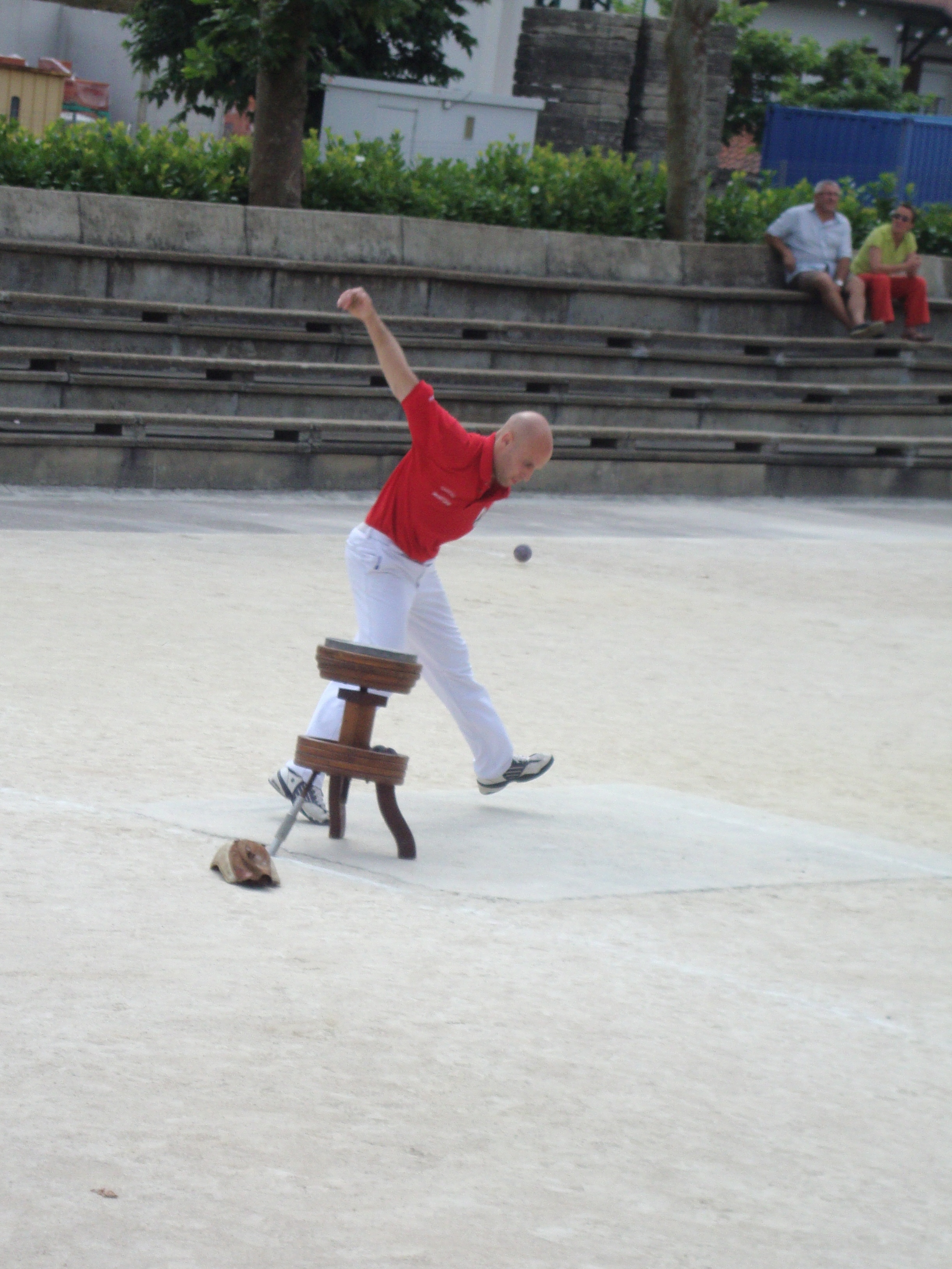
Le service par rebond et à main nue.
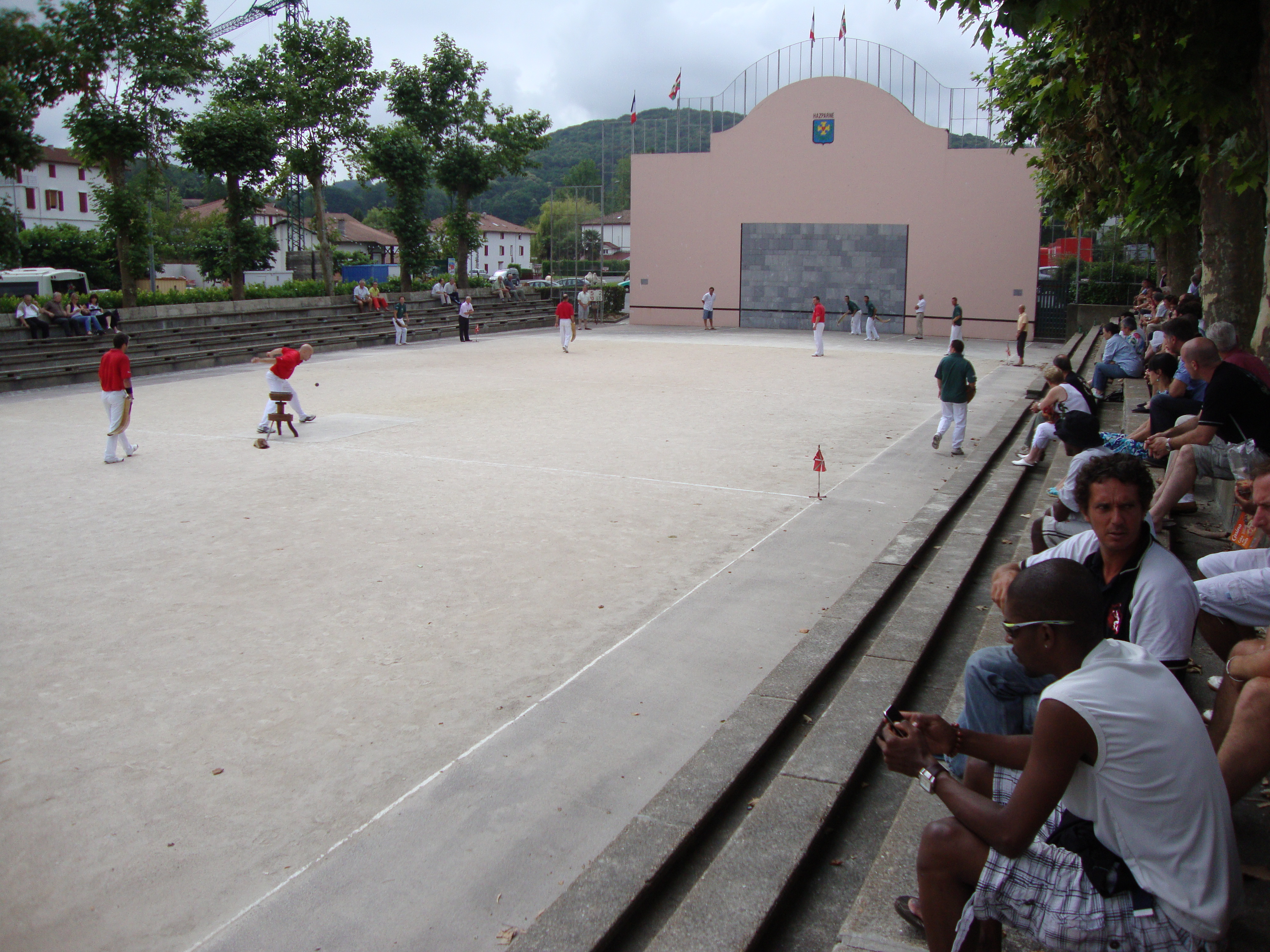
Le fronton vers où se dirige le service de la pelote.